# Liga Premier de Bielorrusia 2020
La temporada 2020 fue la 30ª edición de la Liga Premier de Bielorrusia, comenzó el 19 de marzo de 2020 y finalizó el 28 de noviembre del mismo año. El Dinamo Brest es el vigente campeón que se coronó la temporada pasada por primera vez.
Desde marzo el torneo se hizo conocido mundialmente por ser la única liga activa en Europa debido a que los demás países habían paralizado sus torneos a causa de la pandemia de COVID-19, incluso los partidos se jugaban con público.

## Formato de competición
Los dieciséis equipos participantes jugaron entre sí todos contra todos dos veces totalizando 30 partidos cada uno, al término de la fecha 30 el primer clasificado se coronó campeón y obtuvo un cupo para la primera ronda de la Liga de Campeones 2021-22, mientras que el segundo y tercer clasificado obtienen  un cupo para la primera ronda de la Liga de Conferencia Europa 2021-22; por otro lado los dos últimos clasificados descendieron a la Primera Liga de Bielorrusia 2021.
Un tercer cupo para la segunda ronda de la Liga de Conferencia Europa 2021-22 fue asignado al campeón de la Copa de Bielorrusia. 

## Ascensos y descensos
Los dos últimos equipos de la temporada 2019 Gomel y FC Torpedo Minsk fueron relegados a la Primera Liga de Bielorrusia de 2020. Fueron reemplazados por el Belshina Bobruisk campeón de la Primera Liga Bielorrusa 2019, que vuelve a la máxima categoría después de cuatro años tras haber descendido en la temporada 2016, y por el Smolevichi que regresa tras descender en la temporada 2018. 
Adicionalmente asciende el Rukh Brest que debutara en la Liga Premier tras vencer en el repechaje al Dnyapro Mogilev que perdió la categoría.
| Pos. | Descendidos de la Liga Premier de Bielorrusia 2019 |
| ---- | -------------------------------------------------- |
| 14.º | Dnyapro Mogilev                                    |
| 15.º | Gomel                                              |
| 16.º | Torpedo Minsk                                      |

| Pos. | Ascendidos de la Primera Liga de Bielorrusia 2019 |
| ---- | ------------------------------------------------- |
| 1.º  | Belshina Bobruisk                                 |
| 2.º  | Smolevichi                                        |
| 3.º  | Rukh Brest                                        |

## Información de los equipos
| Club                | Ciudad     | Estadio                    | Capacidad |
| ------------------- | ---------- | -------------------------- | --------- |
| BATE Borisov        | Borisov    | Borisov Arena              | 13,126    |
| Belshina Bobruis    | Bobruisk   | Estadio Spartak (Bobruisk) | 3,700     |
| Dinamo Brest        | Brest      | OSK Brestsky               | 10,169    |
| Dinamo Minsk        | Minsk      | Estadio Dinamo (Minsk)     | 22,246    |
| Energetik-BGU       | Minsk      | Estadio FC Minsk           | 3,100     |
| Gorodeya            | Haradzeya  | Estadio Gorodeya           | 2,100     |
| Isloch Minsk Raion  | Minsk      | Estadio FC Minsk           | 3,100     |
| Minsk               | Minsk      | Estadio FC Minsk           | 3,100     |
| Neman Grodno        | Grodno     | Estadio Neman              | 9,000     |
| Rukh Brest          | Brest      | OSK Brestsky               | 10,169    |
| Shakhtyor Soligorsk | Soligorsk  | Estadio Stroitel           | 4,200     |
| Slavia Mozyr        | Mozyr      | Estadio Yunost (Mozyr)     | 5,300     |
| Slutsk              | Slutsk     | City Stadium (Slutsk)      | 2,150     |
| Smolevichi          | Smolevichi | Ozyorny Stadium            | 1,600     |
| Torpedo Zhodino     | Zhodino    | Estadio Torpedo (Zhodino)  | 6,524     |
| Vitebsk             | Vitebsk    | Vitebsky CSK               | 8,300     |

Fuente: Scoresway

## Tabla de posiciones
| Pos. | Equipo                  | Pts. | PJ | G  | E  | P  | GF | GC | Dif. | Clasificación 2021–22                       |
| ---- | ----------------------- | ---- | -- | -- | -- | -- | -- | -- | ---- | ------------------------------------------- |
| 1    | Shakhtyor Soligorsk (C) | 59   | 30 | 17 | 8  | 5  | 57 | 21 | +36  | Primera ronda de la Liga de Campeones       |
| 2    | BATE Borisov            | 58   | 30 | 17 | 7  | 6  | 65 | 32 | +33  | Segunda ronda de la Liga Europa Conferencia |
| 3    | Torpedo Zhodino         | 56   | 30 | 16 | 8  | 6  | 55 | 37 | +18  | Segunda ronda de la Liga Europa Conferencia |
| 4    | Dinamo Brest            | 54   | 30 | 17 | 3  | 10 | 63 | 40 | +23  | Segunda ronda de la Liga Europa Conferencia |
| 5    | Neman Grodno            | 53   | 30 | 16 | 5  | 9  | 41 | 29 | +12  |                                             |
| 6    | Dinamo Minsk            | 52   | 30 | 16 | 4  | 10 | 38 | 25 | +13  |                                             |
| 7    | Isloch Minsk Raion      | 45   | 30 | 13 | 6  | 11 | 47 | 46 | +1   |                                             |
| 8    | Rukh Brest              | 44   | 30 | 11 | 11 | 8  | 57 | 38 | +19  |                                             |
| 9    | Slavia Mozyr            | 39   | 30 | 10 | 9  | 11 | 41 | 49 | −8   |                                             |
| 10   | Energetik-BGU           | 38   | 30 | 11 | 5  | 14 | 43 | 46 | −3   |                                             |
| 11   | Minsk                   | 38   | 30 | 11 | 5  | 14 | 45 | 57 | −12  |                                             |
| 12   | Vitebsk                 | 36   | 30 | 8  | 12 | 10 | 30 | 38 | −8   |                                             |
| 13   | Gorodeya                | 31   | 30 | 8  | 7  | 15 | 30 | 48 | −18  |                                             |
| 14   | Slutsk (O)              | 27   | 29 | 8  | 3  | 18 | 31 | 55 | −24  | Playoffs de descenso                        |
| 15   | Belshyna                | 21   | 30 | 5  | 6  | 19 | 34 | 71 | −37  | Descenso a Primera Liga de Bielorrusia 2021 |
| 16   | Smolevichi              | 14   | 29 | 3  | 5  | 21 | 27 | 72 | −45  | Descenso a Primera Liga de Bielorrusia 2021 |

Actualizado a los partidos jugados el 3 de diciembre de 2020.
 Fuente: football.by, Soccerway
Criterios de clasificación: 1) Puntos; 2) puntos entre sí; 3) diferencia de goles entre sí; 4) Goles marcados en los duelos entre sí; 5) Diferencia de Goles 6) Partidos ganados; 7) Goles.
Notas:
1. 1 2  Diferencika de goles cara a cara: Energetik-BGU +1, Minsk -1.

## Resultados
- Cada equipo juega en casa y fuera una vez contra todos los demás equipos para un total de 30 partidos jugados por cada club.
| Local \ Visitante   | BAT | BEL | DBR | DMI | ENE | GOR | ISL | MIN | NEM | RUK | SHA | SLA | SLU | SMO | TZH | VIT |
| ------------------- | --- | --- | --- | --- | --- | --- | --- | --- | --- | --- | --- | --- | --- | --- | --- | --- |
| BATE Borisov        | —   | 5–0 | 2–4 | 0–2 | 0–1 | 1–0 | 1–0 | 6–0 | 3–1 | 1–0 | 2–2 | 1–1 | 3–0 | 5–2 | 0–0 | 3–1 |
| Belshyna            | 0–2 | —   | 0–3 | 0–4 | 1–5 | 0–1 | 2–3 | 1–3 | 0–1 | 3–7 | 1–5 | 2–3 | 4–2 | 1–1 | 2–1 | 1–1 |
| Dinamo Brest        | 1–3 | 1–2 | —   | 2–1 | 2–1 | 3–1 | 3–1 | 6–1 | 3–1 | 5–2 | 0–2 | 1–2 | 3–1 | 1–1 | 2–3 | 1–0 |
| Dinamo Minsk        | 0–0 | 3–1 | 2–4 | —   | 0–0 | 1–0 | 1–0 | 1–0 | 2–0 | 0–1 | 0–1 | 1–0 | 1–2 | 2–1 | 2–0 | 1–0 |
| Energetik-BGU       | 3–1 | 0–1 | 2–1 | 2–3 | —   | 0–1 | 1–1 | 2–0 | 1–1 | 1–8 | 1–2 | 5–0 | 0–2 | 4–1 | 1–4 | 3–3 |
| Gorodeya            | 0–2 | 2–1 | 1–4 | 1–0 | 1–1 | —   | 0–2 | 1–1 | 0–2 | 1–3 | 0–2 | 1–1 | 3–0 | 4–0 | 1–3 | 2–2 |
| Isloch Minsk Raion  | 2–2 | 2–1 | 2–0 | 2–1 | 1–2 | 2–2 | —   | 3–4 | 1–0 | 1–1 | 4–2 | 2–1 | 2–3 | 1–0 | 2–2 | 2–0 |
| Minsk               | 0–3 | 2–2 | 1–2 | 3–2 | 2–1 | 3–0 | 0–1 | —   | 4–3 | 0–1 | 1–1 | 2–1 | 1–0 | 2–1 | 2–5 | 2–2 |
| Neman Grodno        | 0–2 | 1–1 | 1–0 | 1–0 | 3–0 | 0–1 | 1–0 | 2–0 | —   | 2–4 | 0–0 | 1–2 | 1–0 | 2–0 | 3–1 | 2–0 |
| Rukh Brest          | 0–3 | 3–0 | 1–4 | 1–0 | 0–1 | 1–1 | 1–1 | 1–0 | 2–3 | —   | 1–2 | 3–3 | 5–0 | 0–0 | 3–3 | 0–1 |
| Shakhtyor Soligorsk | 1–1 | 4–0 | 1–0 | 0–1 | 1–0 | 4–1 | 4–0 | 4–2 | 0–0 | 1–1 | —   | 2–0 | 1–2 | 4–0 | 0–1 | 5–0 |
| Slavia Mozyr        | 2–1 | 1–1 | 1–1 | 0–1 | 2–1 | 1–1 | 2–4 | 1–3 | 1–3 | 0–0 | 1–0 | —   | 3–1 | 2–1 | 0–0 | 1–1 |
| Slutsk              | 1–3 | 3–2 | 0–1 | 1–2 | 1–2 | 0–1 | 2–1 | 2–1 | 0–1 | 1–1 | 0–2 | 3–1 | —   | —   | 1–1 | 1–1 |
| Smolevichi          | 3–5 | 0–3 | 3–3 | 1–3 | 0–2 | 4–1 | 3–1 | 0–4 | 1–4 | 0–6 | 0–0 | 0–3 | 2–1 | —   | 1–4 | 0–1 |
| Torpedo Zhodino     | 3–2 | 1–0 | 0–2 | 0–0 | 2–0 | 3–1 | 2–0 | 1–1 | 0–1 | 0–0 | 1–4 | 4–2 | 4–1 | 2–1 | —   | 1–0 |
| Vitebsk             | 2–2 | 1–1 | 1–0 | 1–1 | 1–0 | 1–0 | 2–3 | 1–0 | 0–0 | 0–0 | 0–0 | 2–3 | 2–0 | 1–0 | 2–3 | —   |

| 1. |

## Promoción por la permanencia
| Equipo 1  | Agr. | Equipo 2 | Ida | Vuelta |
| --------- | ---- | -------- | --- | ------ |
| Krumkachy | 1–4  | Slutsk   | 0–2 | 1–2    |

## Goleadores
| Pos. | Jugador              | Equipo              | Goles |
| ---- | -------------------- | ------------------- | ----- |
| 1    | Maksim Skavysh       | BATE Borisov        | 19    |
| 2    | Jasurbek Yakhshibaev | Shakhtyor Soligorsk | 16    |
| 3    | Pável Nejáichik      | BATE Borisov        | 12    |
| 3    | Geghan Kadymyan      | Neman Grodno        | 12    |
| 5    | Denis Laptev         | Dinamo Brest        | 11    |
| 5    | Yevgeniy Shikavka    | Dinamo Minsk        | 11    |
| 5    | Gabriel Ramos        | Torpedo Zhodino     | 11    |